# Hede von Trapp
Hede von Trapp (* 18. November 1877 in Pula, Istrien; † 29. Dezember 1947 in Korneuburg, Niederösterreich) war eine österreichische Dichterin, Malerin und Grafikerin des Jugendstils. Seit dem Adelsaufhebungsgesetz 1919 hieß sie Hede Trapp.

## Leben
Hede von Trapp war die Tochter des Fregattenkapitäns August von Trapp, der 1876 in den österreichischen Ritterstand erhoben worden war. Ihr jüngerer Bruder war der U-Boot-Kommandant Georg Ludwig von Trapp (1880–1947), der Vater der „singenden Trapp-Familie“. Die Mutter entstammte einer Bildhauer- und Malerfamilie. Aus Hede von Trapps früh geschiedener Ehe mit dem Ingenieur Robert Lutz, einem ehemaligen Seekadetten und Freund ihres Bruders Georg Ludwig, gingen die Kinder Georg, Herta und Hanna hervor.
Der Großteil des künstlerischen Werkes Hede von Trapps besteht aus literarischen Arbeiten. Sie
arbeitete anfangs ausschließlich als Autorin und Dichterin. Ihr grafisches Œuvre steht zumeist eng in thematischem Zusammenhang mit ihrer Literatur. Oft spielen darin Frauenfiguren, die gegen gesellschaftliche Konventionen kämpfen, eine zentrale Rolle.
Als Grafikerin gilt sie als Autodidaktin. Erst nach kurzem Studium in der Meisterklasse des Berliner Malers Erich Ludwig Stahl (1887–1943) begann sie ab 1909 ihre Bücher selbst zu illustrieren. Im Juli 1911 hatte sie eine Ausstellung mit 70 Federzeichnungen und Radierungen in der Galerie Miethke in Wien. Im Jahr 1914 beteiligte sie sich vom 1. Februar bis 31. März an der Internationalen Ausstellung in der Kunsthalle Bremen. Einige ihrer Werke schenkte die Künstlerin der Kunstbibliothek Berlin.
Sie lebte und arbeitete im niederösterreichischen Korneuburg, wo heute die Hede-von-Trapp-Straße nach ihr benannt ist.

## Werke
- Istrianischer Rosengarten, Gedichte, 1907
- Radierungen, Horen-Verlag, Worpswede-Charlottenburg 1913
- Chinoiserie, Horen-Verlag, Worpswede-Charlottenburg 1913
- Das Buch der Begebenheiten, Märchen mit Bildern, Horen-Verlag, Worpswede-Charlottenburg 1913

## Sekundärliteratur
- C. Karolyi: Trapp Hede (Hedwig Rudolphine Minna Saïda) von. In: Österreichisches Biographisches Lexikon 1815–1950 (ÖBL). Band 14, Verlag der Österreichischen Akademie der Wissenschaften, Wien 2015, ISBN 978-3-7001-7794-4, S. 425 f. (Direktlinks auf S. 425, S. 426).
- Ditta Behrens: Hede von Trapp. In: Das verborgene Museum. Dokumentation der Kunst von Frauen in Berliner öffentlichen Sammlungen. Berlin 1987, ISBN 3-926175-38-9, S. 159.